# Nécropole de Gvozno
La nécropole de Gvozno se trouve en Bosnie-Herzégovine, sur le territoire du village de Gvozno et dans la municipalité de Kalinovik. Elle abrite 87 stećci, un type particulier de tombes médiévales. Elle est inscrite sur la liste des monuments nationaux de Bosnie-Herzégovine et fait partie des 22 sites avec des stećci proposés par le pays pour une inscription au patrimoine mondial de l'UNESCO.